# Сантьяго, Надя
Надя де Сантьяго (исп. Nadia de Santiago; род. 3 января 1990, Мадрид) — испанская актриса

.

## Биография
Начала свою актёрскую карьеру с детства, участвуя в таких фильмах, как «Клара и Елена», «La soledadera esto» и «El florido pensil», и в детских программах, таких как «Aquatrix» (1999) и «El Submarino Azul» (2000).
В 2002 году получила свою первую регулярную роль в сериале «Javier ya no vive solo» на канале Telecinco. Снималась в сериалах «Ana y los 7» (2004), «Al filo de la ley» (2005) и «Cambio de clase» (2006—2009). Кроме того, у неё были эпизодические роли в блокбастерах, таких как «Люди Пако», «Hospital Central» и «El comisario».
В кино участвовала в различных фильмах, таких как «Алатристе» (2006) и «13 роз» (Las 13 rosas, 2007), за который номинировалась на премию Гойя и премию испанского Союза актёров и выиграла премию «Premis Turia» в номинации «Лучшая новая актриса».